# Evald Krog
Evald Krog (født 18. marts 1944 i Sejling, død 1. december 2020 i Ajstrup) var en dansk muskelsvindramt, der er kendt for at have grundlagt Muskelsvindfonden.
Krog grundlagde Muskelsvindfonden i 1971 i protest over, at man på det tidspunkt gjorde alt for lidt for mennesker med muskelsvind i Danmark. Han var formand for foreningen i det meste af dens levetid og var med til at grundlægge RehabiliteringsCenter for Muskelsvind i 1976, dengang under navnet Vejlednings- og Behandlingscenter samt Grøn Koncert, der arrangeres hvert år flere steder i landet.
Evald Krog var bosat i Ajstrup, ved Malling. Han blev født med muskelsvind af typen Spinal MuskelAtrofi II. I sin fritid dyrkede han især jazzmusik og har sammen med Lise Dandanell og band indsunget pladen No Matter What: Four Wheel Drive.
Evald Krog medvirkede i Lars von Triers RIGET II, 1997, hvor han var stemme for Lillebror, der blev spillet af Udo Kier.
Den 23. november 2015 meddelte Evald Krog i et personligt brev til alle medlemmer af Muskelsvindfonden, at han fratrådte som formand for Muskelsvindfonden på landsmødet i 2016, efter i alt 42 år som foreningens formand.